# ميراي (برنامج خبيث)
ميراي (هي كلمة يابانية تعني "المستقبل"، 未来) هو برنامج ضار يحول الأجهزة المتصلة بالشبكة والتي تعمل بنظام لينكس إلى روبوتات يتم التحكم فيها عن بعد ويمكن استخدامها كجزء من شبكة بوت نت في هجمات الشبكة واسعة النطاق. يستهدف في المقام الأول أجهزة المستهلكين عبر الإنترنت مثل كاميرات آي بي وأجهزة التوجيه المنزلية ( الراوتر ). تم العثور على شبكة بوت ميراي لأول مرة في أغسطس 2016  بواسطة MalwareMustDie،  وهي مجموعة بحثية متخصصة في البرمجيات الخبيثة، واستخدم في بعض أكبر وأكثر هجمات رفض الخدمة الموزعة (DDoS) تدميرًا، بالاضافة الي ذلك هجوم في 20 سبتمبر 2016  على موقع الصحفي المتخصص في أمن الكمبيوتر براين كريبس، وهجوم على شركة استضافة الويب الفرنسية OVH،  وهجوم داين الإلكتروني. وفقًا لسجل الدردشة بين آنا سينباي (مؤلف البرنامج الخبيث الأصلي) وروبرت كويلو، تم تسمية ميراي على اسم مسلسل أنمي تلفزيوني امريكي يدعي ميراي نيكي بث عام 2011.
تم استخدام البرنامج في البداية من قبل المنشئين لخوادم ماين كرافت ضد هجمات DDoS والشركات التي تقدم حماية DDoS لخوادم ماين كرافت، مع استخدام المؤلفين لبرنامج ميراي لتشغيل شبكة حماية. تم نشر الكود المصدري لـميراي على منتديات هاك باعتباره كودا مفتوح المصدر. منذ نشر الكود المصدري لبرنامج ميراي، تم تكييف التقنيات المستخدمة في الكود في مشاريع برامج ضارة اخري.